# 奥尼法伊
奥尼法伊（義大利語：Onifai），是意大利撒丁大区努奥罗省的一个市镇。总面积42.96平方公里，人口753人，人口密度17.5人/平方公里（2009年）。ISTAT代码为091059。